# Eta (album)
Eta – ósmy album zespołu Varius Manx wydany w 2001 roku przez Pomaton EMI. Pierwszy nagrany z trzecią wokalistką zespołu Moniką Kuszyńską.

## Lista utworów
1. „Maj”
2. „Wolność to ty”
3. „Poza światem”
4. „Jestem twoją Afryką”
5. „Eta 1”
6. „Ogień to ja”
7. „Jestem tobą”
8. „Zdecyduj sam”
9. „Spóźnieni kochankowie”
10. „Nie czekaj”
11. „Oddychaj życiem”
12. „Może dziś”
13. „Tak jak w labiryncie”
14. „Eta 2”

### Single
- „Maj”
- „Jestem twoją Afryką”
- „Jestem tobą”